# Clorofila b

Espectros de absorção das clorofilas a e b. O uso de ambas melhora o intervalo de comprimentos de onda do espectro de absorção de luz para produzir energia.

A clorofila b é um tipo de clorofila que funciona como pigmento fotossintético, que colabora na absorção da energia da luz na fotossíntese. É mais solúvel do que a clorofila a em solventes polares devido ao seu grupo carbonilo. A sua cor é amarela e absorve principalmente luz azul.
Nas plantas terrestres, as antenas coletoras de luz ao redor do fotossistema II contêm a maioria da clorofila b da planta. Portanto, em cloroplastos adaptados à sombra, que têm uma proporção aumentada de fotossistema II em relação ao fotossistema I, há uma menor proporção de clorofila a em relação à b. Isto é adaptativo, uma vez que o aumento de clorofila b aumenta o intervalo de comprimentos de onda absorvidas pelos cloroplastos adaptados à sombra.
|                                                                                  |  |
| Estrutura da molécula da clorofila b que mostra a sua longa cauda hidrocarbonada |  |